# 岡村剛一郎
岡村 剛一郎（おかむら こういちろう、1977年6月26日 - ）は、日本の経営者、技術者、hacomo株式会社最高執行責任者 (COO)。「ダンボールアートクリエイター」、「ダンボールクリエイター」などと称されている。

## 経歴
香川県に生まれ、香川県立高松北高等学校を経て、岡山理科大学に学んだ。
ダンボールのシートを加工して箱を作る「製函メーカー」である富士ダンボール工業に入社し、企画営業や、包装設計の業務に従事していた。
2003年にはテレビ東京の番組『TVチャンピオン』の「第3回段ボールアート王」で準優勝し、2005年には日本パッケージングコンテストでパッケージデザイン賞を受賞、さらに、2009年には第3回キッズデザイン賞をコミュニケーションデザイン部門で受賞した。
富士ダンボール工業は、通常の段ボールより耐久性の高い三層ダンボールを扱っていたが、岡村は同社の加工技術を活かして、展示会の客寄せに、三層ダンボールを使った大きな恐竜などを制作していた。やがてノベルティとしての制作依頼などが舞い込むようになり、2010年にダンボールを使ったクラフト商品を制作するhacomo株式会社を分社化して、その最高執行責任者 (COO) に就任した。
岡村は、作品の展示とともに、ダンボールを使った工作のイベントやワークショップを各地で展開している。

## おもなテレビ出演
- テレビ東京『TVチャンピオン』2003年 -「第3回段ボールアート王」準優勝
- テレビ東京『チャンピオンズ〜達人のワザが世界を救う〜』2009年 -「ダンボール王」[2]
- 日本テレビ放送網『未来シアター』2013年8月9日[6]

＊TSCテレビせとうち　｢プライドせとうち経済のチカラ｣　2020年7月12日